# Эна (Баутцен)
Э́на или Во́внёв (нем. Oehna; в.-луж. Wownjow) — сельский населённый пункт в Верхней Лужице, находящийся с 2020 года в городских границах Баутцена, Германия. Район Баутцена.

## География
Деревня расположена на юго-западном берегу залива Баутценского водохранилища при впадении в него реки Шпрее. Находится примерно в 2,5 километрах северо-восточнее исторического центра Бауцтена.
Южнее деревни проходит автомагистраль A4. Населённый пункт связан автомобильной дорогой на юго-западе с деревне Чихоньца и пешеходным переходом по плотине с соседней деревней Борк на восточном берегу водохранилища. На противоположном берегу Шпрее находится городской район Стровотна-Студня.
Соседние населённые пункты: на севере, на противоположном берегу залива — деревня Нове-Мальсецы, на востоке — деревня Борк, на юге — городской район Стровотна-Студня, на юго-западе — деревня Чихоньца и на западе — деревня Нова-Чихоньца.

## История
Впервые упоминается в 1391 году в личном имени «Rainoldus de Eunowe et Cunemundus frater suus» (Райнольд из Эновы и Гунемунд, брат его). С 1936 по 1973 года входила в коммуну Бурк, которая в 1973 году вошла в Баутцена в качестве отдельного района, а Эна была передана в состав района Тайхниц. В 2020 году Эна вышла из состава района Тайхниц и приобрела статус отдельного городского района Баутцена.
В настоящее время деревня входит в состав культурно-территориальной автономии «Лужицкая поселенческая область», на территории которой действуют законодательные акты земель Саксонии и Бранденбурга, содействующие сохранению лужицких языков и культуры лужичан.
Исторические немецкие наименования:
- Rainoldus de Eunowe et Cunemundus frater suus
- Eunowe
- Eynow
- Eynaw, Enaw
- Ehne
- Eine
- Oehna
- Ehna
- Oehne

Историческое серболужицкое наименование
- Hownjow[6]

## Население
Официальным языком в населённом пункте, помимо немецкого, является также верхнелужицкий язык.
Согласно статистическому сочинению «Dodawki k statisticy a etnografiji łužickich Serbow» Арношта Муки в 1884 году в деревне проживало 112 человека (из них — 100 лужичанина (89 %)).
| 1834 | 1871 | 1890 | 1910 | 1925 | 2020 |
| ---- | ---- | ---- | ---- | ---- | ---- |
| 119  | 121  | 84   | 91   | 109  | 55   |